# آلاتاو
آلاتاو (به قزاقی: Алатау қаласы، الاتاۋ قالاسى) یک شهر در قزاقستان است که در استان آلماتی واقع شده‌است.
این شهر تا پیش از ژانویه ۲۰۲۴،‌ روستایی بوده با نام «جتیگن» (به قزاقی: Жетіген ауылы، جەتىگەن اۋىلى). در آن تاریخ، نام این روستا عوض شده و سطح اداری آن به «شهر مستقل از شهرستان» ارتقاء یافته و از شهرستان ایله جدا شده.